# Cantó de Goyave
El cantó de Goyave és una divisió administrativa francesa situat al departament de Guadalupe a la regió de Guadalupe.

## Composició
El cantó comprèn la comuna de Goyave i una fracció de la de Petit-Bourg.

## Administració
| Període                                  | Identitat    | Partit        | Qualitat |
| ---------------------------------------- | ------------ | ------------- | -------- |
| 2004-                                    | Ferdy Louisy | Divers gauche |          |
| Les dades anteriors no són pas conegudes |              |               |          |